# Miguel Alemán, Motozintla
Miguel Alemán är en ort i Mexiko.   Den ligger i kommunen Motozintla och delstaten Chiapas, i den sydöstra delen av landet, 800 km sydost om huvudstaden Mexico City. Miguel Alemán ligger 1 177 meter över havet och antalet invånare är 627.
Terrängen runt Miguel Alemán är bergig åt nordost, men åt sydväst är den kuperad. Runt Miguel Alemán är det ganska tätbefolkat, med 78 invånare per kvadratkilometer. Närmaste större samhälle är Motozintla de Mendoza, 18,4 km öster om Miguel Alemán. I omgivningarna runt Miguel Alemán växer i huvudsak städsegrön lövskog.